# 赛依布拉欣沙烈
赛依布拉欣·沙烈，马来西亚政治人物，国家诚信党党员，前柔佛州议会新加望（已改名新邦二南）州议员，前伊斯兰党党员。

## 政治生涯
2008年大选，代表回教党参加并赢得柔佛州议会新加望州议席。